# Utilita Arena Birmingham
De Arena Birmingham is een multifunctionele arena in de Britse plaats Birmingham. De arena werd geopend op 4 oktober 1991 door Linford Christie en was destijds de grootste arena van het Verenigd Koninkrijk. Eind 2011 werd een ingrijpende verbouwing van 20,6 miljoen pond aangekondigd. Hiermee werd eind 2012 begonnen. Van 1991 tot 2014 heette de arena National Indoor Arena. Daarna had het tot september 2017 de naam Barclaycard Arena.

## Evenementen

### Sport
- Wereldkampioenschappen badminton 1993 en 2003
- Wereldkampioenschappen judo 1999
- WWE Rebellion 1999
- Wereldkampioenschappen indooratletiek 2003 en 2018
- Wereldkampioenschappen BMX 2012

### Muziek
- Eurovisiesongfestival 1998
- Concert van Beyoncé op 23 mei 2009 als onderdeel van de tournee I Am... World Tour
- Concert van Muse op 10 november 2009 als onderdeel van de tournee The Resistance Tour
- Concert van Iron Maiden op 31 juli 2011 als onderdeel van de tournee The Final Frontier World Tour
- Concert van Alexandra Burke op 29 januari 2011 als onderdeel van de tournee All Night Long Tour
- Concert van Madonna op 19 juli 2012 als onderdeel van de tournee MDNA Tour
- Concert van Nicki Minaj 26 juni 2012 als onderdeel van de tournee Pink Friday Tour
- Concert van The Jacksons op 26 februari 2013 als onderdeel van de tournee Unity Tour
- Concert van Justin Bieber op 27 en 28 februari 2013 als onderdeel van de tournee Believe Tour
- Concert van Olly Murs op 20 maart 2013 als onderdeel van de tournee Right Place Right Time Tour
- Concert van Leona Lewis op 6 mei 2013 als onderdeel van de tournee Glassheart Tour
- Concert van Alicia Keys op 25 mei 2013 als onderdeel van de tournee Set the World on Fire Tour
- Concert van J. Cole op 15 mei 2015 als onderdeel van de tournee Forest Hills Drive Tour